# Université de Valence (Dauphiné)
L'université de Valence  est fondée à Valence en 1452 et disparaît au moment de la Révolution française.

## Historique

### Première université à Grenoble
Une université est antérieurement créée à Grenoble le 12 mai 1339 par le dauphin Humbert II, qui obtient une bulle pontificale du pape Benoît XII, lors d'un séjour à Avignon. Elle semble avoir disparu au moment du « Transport » du Dauphiné au royaume de France, en 1349.

### L'université de Valence
L'université de Valence est créée le 26 juillet 1452 par le dauphin Louis II, futur Louis XI, et confirmée le 3 mars 1475 durant son règne : « Considérant qu'il n'est rien de plus utile au genre humain que la science, nous entendons, en vue de sa perpétuelle conservation et de son progrès, créer dans les terres de notre obéissance une université où les étudiants soient illuminés de la doctrine, afin que, devenus doctes, ils brillent dans notre patrie comme la splendeur du firmament. Et puisque, entre toutes les autres cités, notre cité de Valence à l'excellence du site, qu'elle est un lieu insigne, d'accès facile, qu'elle renferme des logements décents en beaucoup de maisons pour y recevoir à souhait de nombreux étudiants, qu'elle est en une région peu accidentée et fertile, où l'on respire un air salubre, tout près de fleuves navigables aptes à procurer à ces étudiants avec facilité et abondance les vivres et autres nécessités, Valence, dis-je, nous paraît des plus propres à recevoir l'Université que nous avons l'intention de créer ».  Dans le préambule de son édit de création de l'université, le dauphin Louis note qu'il y avait peu d'États qui ne tiraient pas d'avantage d'en avoir et qu'il n'y en avait pas dans ses États.  
Le pape Pie II donne une bulle de confirmation en 1459. L'université de Grenoble est oubliée. Dans le choix de l'implantation de l'université, le dauphin a privilégié la position géographique de la ville sur un axe commercial très fréquenté. Cette faculté comprend quatre facultés, de théologie, de droit, de médecine et des arts. Aucune demande n'est alors faite de rouvrir l'université de Grenoble. 

### La concurrence des universités
Le 16 août 1542, des lettres patentes du gouverneur du Dauphiné, François Ier de Saint-Pol, rétablissent l'université de Grenoble. Le Dauphiné a alors deux universités. Des conflits vont apparaître entre ces deux universités comme avec l'université d'Orange. L'université de Grenoble a été réunie avec celle de Valence en 1565.

### Rayonnement de l'Université de Valence
Jacques Cujas enseigne à l'université de Valence en 1558-1559, et en 1567-1575, ainsi que François Roaldès et Antoine de Gouveia.
Antoine de Dorne, professeur à l'Université et Consul de la ville, construit la maison des Têtes de Valence entre 1528 et 1532.
L'université de Valence attire alors les meilleurs étudiants du Dauphiné, mais aussi des Savoyards et encore plus des Allemands. La faculté de droit contribue à former plusieurs générations de juristes ouverts au droit romain.
La qualité des  études souffrent grandement des guerres de religion. L'enseignement du droit continue à être assuré, à la différence de ceux de la médecine et de la théologie dont les facultés ne sont rétablies qu’en 1635. Elles perdent de leur réputation. 
La faculté des Arts et celle de théologie  cessent de fonctionner à la fin de 1790, celle de médecine au milieu de 1791 et celle de droit en 1792.
Un décret du 14 décembre 1808 attribue à l'Université de France tous les restes disponibles des anciens établissements d'instruction. 
Au cours d'une séance, le 22 novembre 1811, l'université a décide de vendre l'immeuble menaçant ruine que possédait l'université à Valence et de transporter sa bibliothèque à Grenoble, malgré les protestations de la municipalité de Valence.